# Th (digráf)
A Th latin digráf, azaz kettős betű. Eredetileg a latin nyelv a görög nyelv átírására használta.

## Lezárt vég /tʰ/
A "th" digráf először a ógörög théta (Θ, θ) betű latin átírására használták.
A modern időkben már a déli bantu nyelvek, mint a cvána és a zulu nyelvek használják a /tʰ/ fonémára.